# Großsteingrab Goldberg auf Jasmund
Das Großsteingrab Goldberg auf Rügen war eine megalithische Grabanlage der jungsteinzeitlichen Trichterbecherkultur bei Sagard im Landkreis Vorpommern-Rügen, Mecklenburg-Vorpommern. Es wurde im 19. Jahrhundert zerstört. Die Anlage befand sich knapp 1 km südsüdwestlich von Sagard unterhalb der Goldberger Bockwindmühle. Über das Grab selbst liegen keine näheren Angaben vor. Von hier stammen ein dicknackiges Beil von Typ Bundsø und ein Flachbeil aus Feuerstein. Die Funde gelangten zunächst in die Privatsammlung Friedrich von Hagenows und befinden sich heute im Stralsund Museum.